# Spoorlijn 273 (Tsjechië)
Spoorlijn 273 (ook bekend onder de naam Železniční trať Červenka – Prostějov, wat Spoorlijn Červenka – Prostějov betekent) is een spoorlijn in Tsjechië. Lijn 273 loopt van Červenka, via Litovel, Senice na Hané, Drahanovice en Kostelec na Hané, naar Prostějov. De lijn is in 1886 in gebruik genomen. Over het traject rijden stoptreinen van de Tsjechische staatsmaatschappij České dráhy.

## Galerij

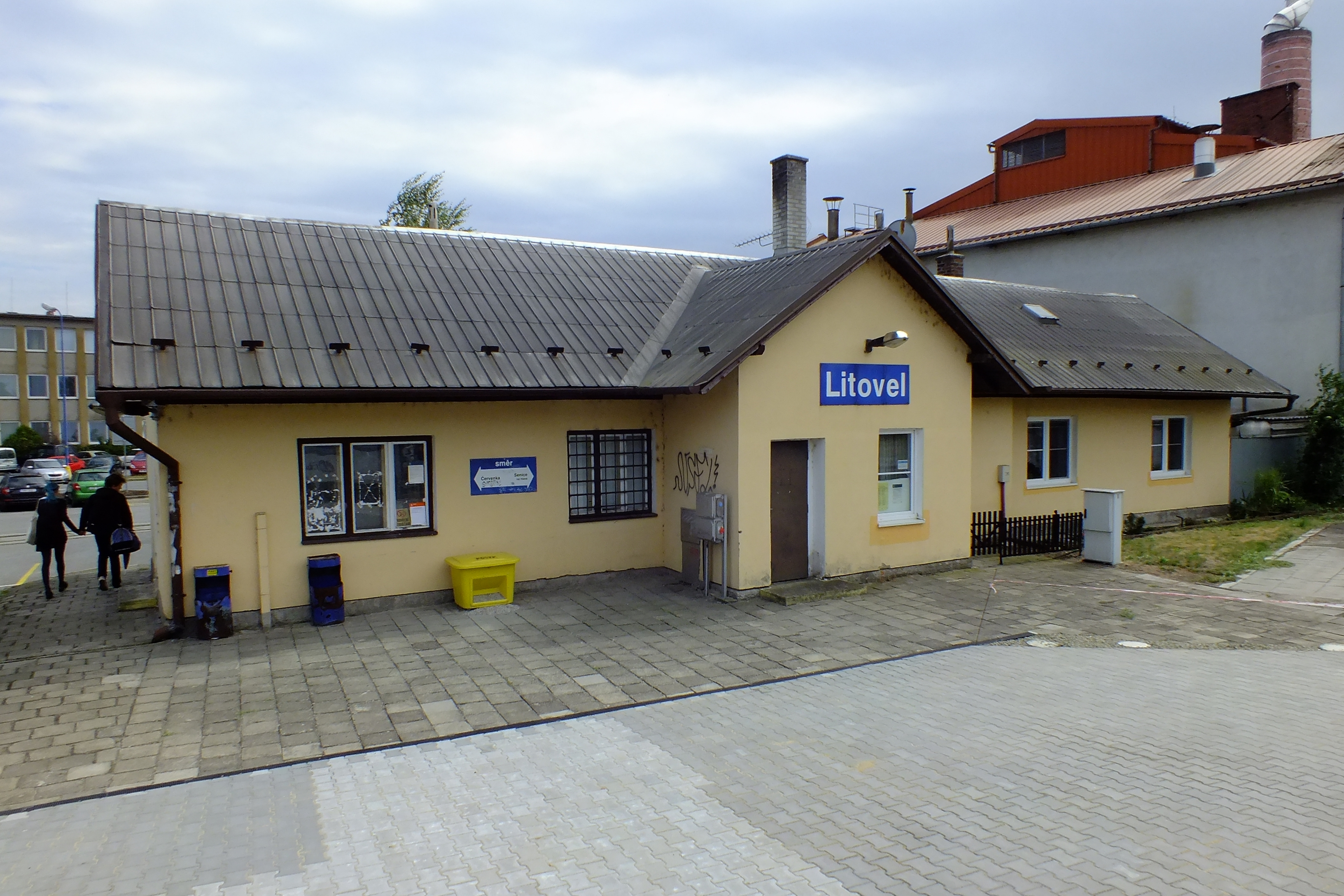
Litovel
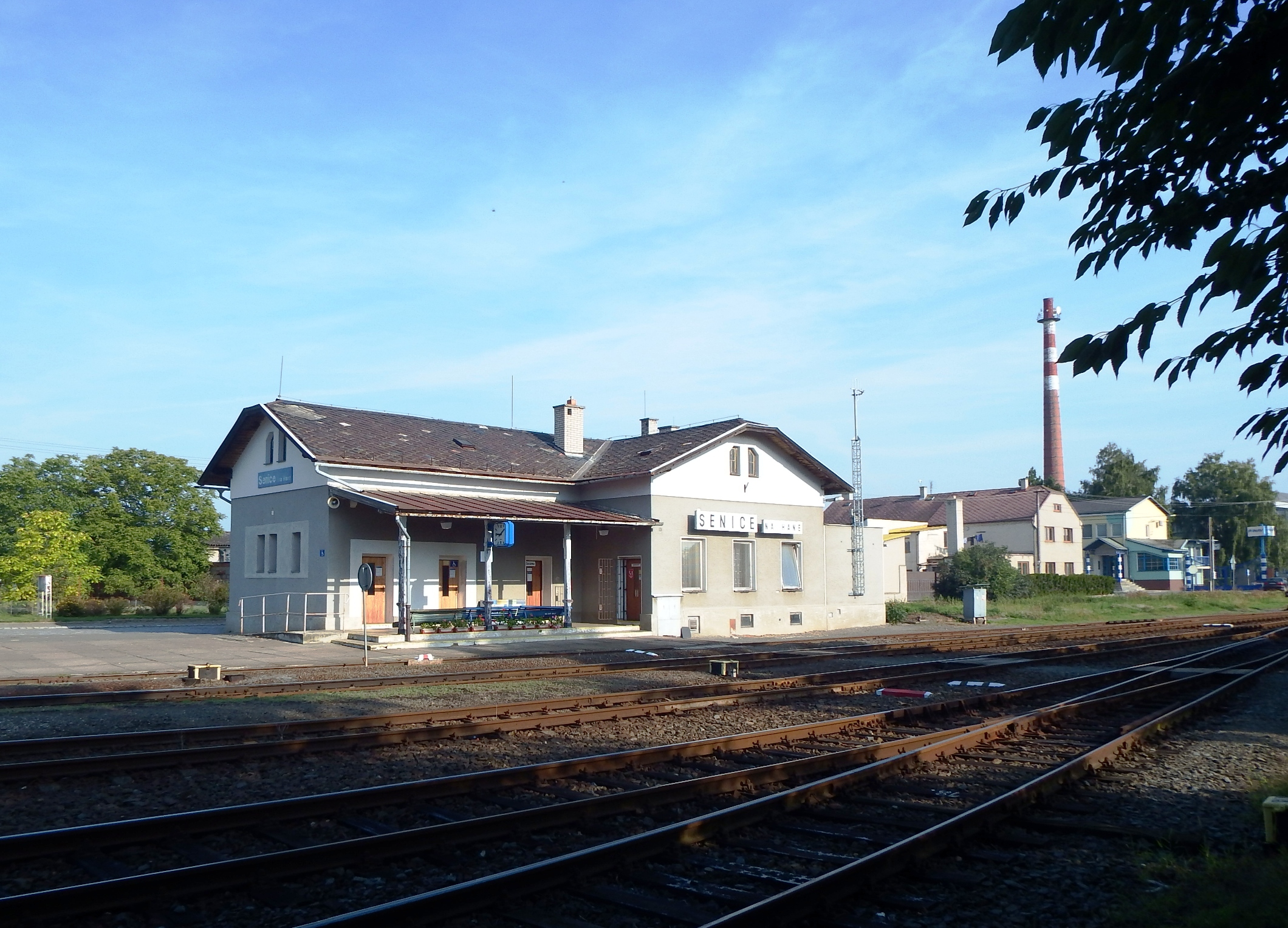
Senice na Hané
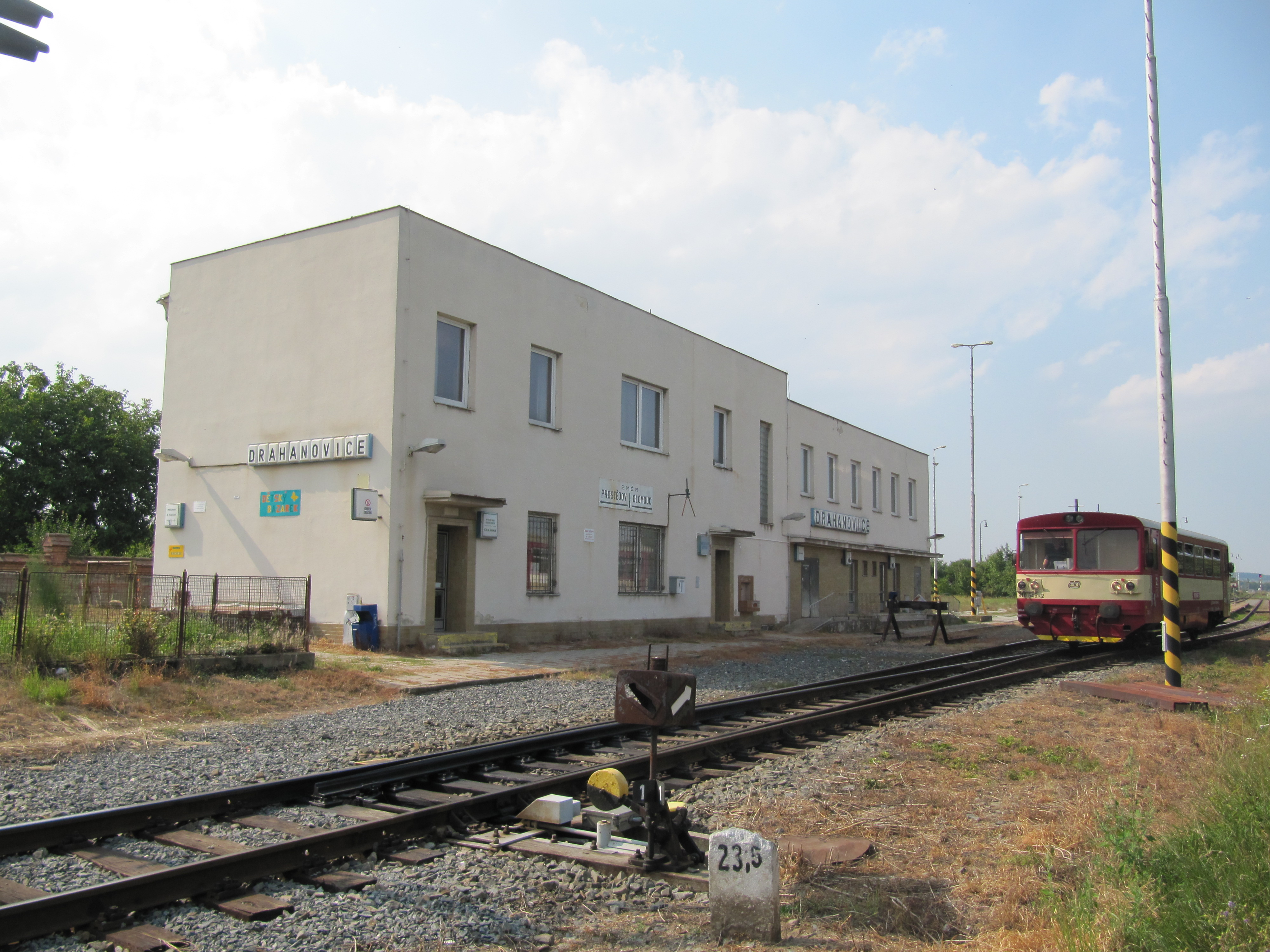
Drahanovice
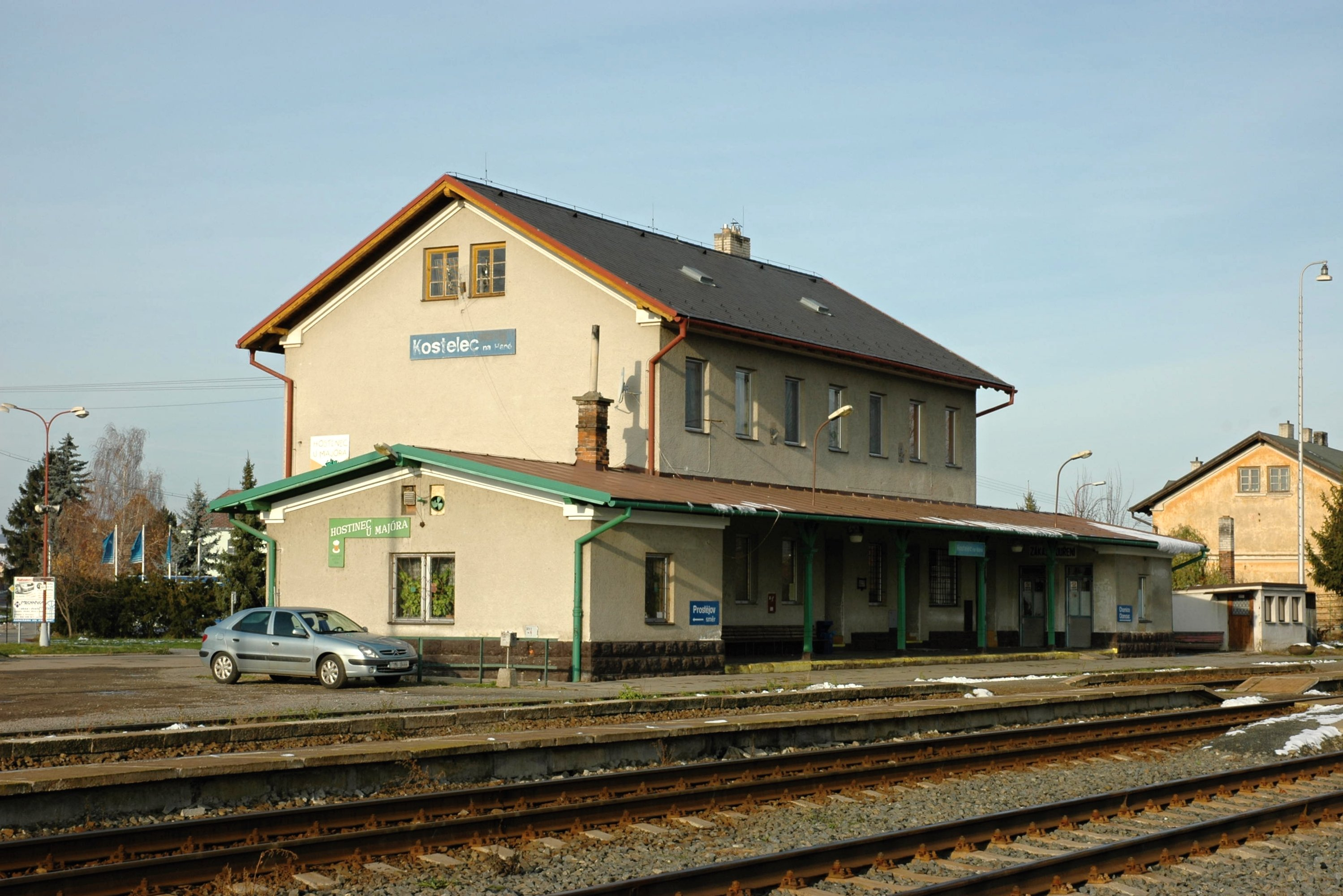
Kostelec na Hané
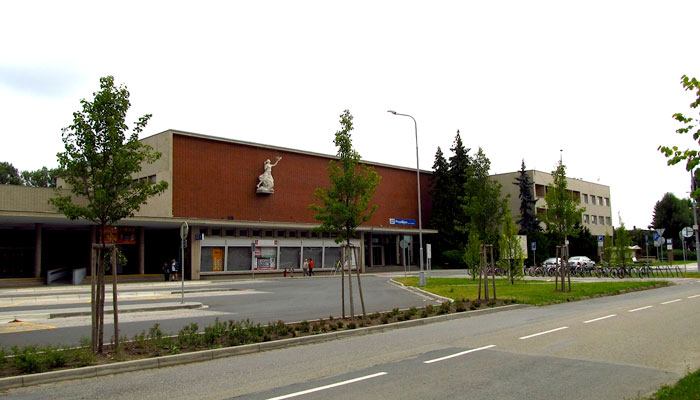
Prostějov hlavní nádraží